# ماریا لا باخا
ماریا لا باخا (به اسپانیایی: María La Baja) یک سکونتگاه مسکونی در کلمبیا است که در بخش بولیوار، کلمبیا واقع شده‌است.